# Cynopotamus
Cynopotamus is een geslacht van straalvinnige vissen uit de familie van de karperzalmen (Characidae).

## Soorten
- Cynopotamus amazonum (Günther, 1868)
- Cynopotamus argenteus (Valenciennes, 1836)
- Cynopotamus atratoensis (Eigenmann, 1907)
- Cynopotamus bipunctatus Pellegrin, 1909
- Cynopotamus essequibensis Eigenmann, 1912
- Cynopotamus gouldingi Menezes, 1987
- Cynopotamus juruenae Menezes, 1987
- Cynopotamus kincaidi (Schultz, 1950)
- Cynopotamus magdalenae (Steindachner, 1879)
- Cynopotamus tocantinensis Menezes, 1987
- Cynopotamus venezuelae (Schultz, 1944)
- Cynopotamus xinguano Menezes, 2007